# Mandy Kowal
Mandi Kowal (16 de junio de 1963) es una deportista estadounidense que compitió en remo. Ganó tres medallas de oro en el Campeonato Mundial de Remo entre los años 1984 y 1987.

## Palmarés internacional
| Campeonato Mundial | Campeonato Mundial       | Campeonato Mundial | Campeonato Mundial        |
| Año                | Lugar                    | Medalla            | Prueba                    |
| ------------------ | ------------------------ | ------------------ | ------------------------- |
| 1984               | Montreal (Canadá)        | Medalla de oro     | Ocho con timonel ligero   |
| 1986               | Nottingham (Reino Unido) | Medalla de oro     | Cuatro sin timonel ligero |
| 1987               | Copenhague (Dinamarca)   | Medalla de oro     | Cuatro sin timonel ligero |